# حاد
حاد (انگلیسی: Acute) در پزشکی به بیماری گفته می‌شود که آغاز سریعی دارد، یا دورهٔ کوتاهی دارد یا هم آغاز سریع و هم دورهٔ کوتاهی دارد. همچنین واژهٔ حاد برای تمایز یک بیماری از نوع مزمن آن، مانند برونشیت حاد در برابر برونشیت مزمن، به کار می‌رود یا برجسته کردن شروع ناگهانی یک بیماری مانند سکتهٔ قلبی حاد. همچنین این واژه را در متون پزشکی برای اشاره به مرحلهٔ حاد یک جراحت به معنای فرایند اولیهٔ بهبود پس از جراحت به کار می‌برند.

## تعریف
اصطلاح حاد ممکن است در نزد عموم مردم با شدت یک بیماری یکسان فرض شود درحالی‌که نه همهٔ بیماری‌های حاد، شدید هستند و نه همهٔ بیماری‌های شدید را می‌توان حاد نامید. برای مثال آسیب‌دیدگی مختصر انگشت پا ممکن است یک جراحت حاد باشد درحالی‌که بسیاری از عفونت‌های حاد دستگاه تنفسی فوقانی یا التهاب‌های حاد معده و روده‌ها آسیب‌های کوچکی هستند که معمولاً ظرف چند روز بهبود می‌یابند.
همچنین از این اصطلاح در عنوان برخی از بیماری‌ها مانند سندرم تنفسی حاد یا سارس، لوسمی حاد، سکتهٔ قلبی حاد، سندرم حاد کرونری، ترومای حاد، پانکراتیت حاد، برونشیت حاد، پریکاردیت حاد، پیلونفریت حاد، نارسایی حاد کبد، نارسایی حاد کلیه و هپاتیت حاد استفاده می‌شود که در این صورت استفاده از واژهٔ حاد برای تمایز بیماری از نوع مزمن آن است.